# グラント郡 (ノースダコタ州)
グラント郡 (グラントぐん、英: Grant County) はアメリカ合衆国ノースダコタ州に位置する郡である。2000年現在、人口は2,841人である。ここの郡庁所在地はカーソン (Carson) である。

## 地理
アメリカ合衆国統計局によると、この郡は総面積4,315 km2 (1,666 mi2) である。このうち4,298 km2 (1,659 mi2) が陸地で17 km2 (6 mi2) が水地域である。総面積の0.39%が水地域となっている。

## 人口動静
2000年現在の国勢調査で、この郡は人口2,841人、1,195世帯、及び800家族が暮らしている。人口密度は1/km2 (2/mi2) である。0/km2 (1/mi2) の平均的な密度に1,722軒の住居が建っている。この郡の人種的構成は白人96.90%、アフリカン・アメリカン0.00%、先住民1.72%、アジア0.35%、太平洋諸島系0.00%、その他の人種0.35%、及び混血0.67%である。人口の0.60%がヒスパニックまたはラテン系である。
この郡内の住民は23.40%が18歳未満の未成年、18歳以上24歳以下が4.30%、25歳以上44歳以下が20.50%、45歳以上64歳以下が27.10%、及び65歳以上が24.70%にわたっている。中央値年齢は46歳である。女性100人ごとに対して男性は104.10人である。18歳以上の女性100人ごとに対して男性は100.30人である。
この郡の世帯ごとの平均的な収入は23,165米ドルであり、家族ごとの平均的な収入は30,625米ドルである。男性は21,537米ドルに対して女性は17,949米ドルの平均的な収入がある。この郡の一人当たりの収入 (per capita income) は14,616米ドルである。人口の20.30%及び家族の14.70%は貧困線以下である。全人口のうち18歳未満の24.70%及び65歳以上の20.90%は貧困線以下の生活を送っている。

## 市町村
- カーソン（Carson）
- Elgin
- Leith
- New Leipzig